# Ángelo
Pour les articles homonymes, voir Angelo.
Ángelo est un prénom masculin espagnol pouvant désigner:

## Prénom
- Ángelo Araos (né en 1997), joueur chilien de football
- Ángelo Astorga (en) (né en 1993), joueur chilien de football
- Ángelo Gabrielli (en) (né en 1992), joueur uruguayen de football
- Ángelo Campos
- Ángelo Fernández (en) (mort en 1897), révolutionnaire philippin
- Ângelo Gabriel (né en 2004), joueur brésilien de football
- Ángelo Martino (en) (né en 1998), joueur argentin de football
- Ángelo Henríquez (né en 1994), joueur chilien de football
- Ángelo Martino (en) (né en 1998), joueur argentin de football
- Ángelo Martino (en) (né en 1998), joueur argentin de football
- Ángelo Padilla (en) (né en 1990), joueur guatemaltèque de football
- Ángelo Paleso (en) (né en 1983), joueur uruguayen de football
- Ángelo Pizzorno (en) (né en 1992), joueur uruguayen de football
- Ángelo Preciado (né en 1998), joueur équatorien de football
- Ángelo Reyes (né en 1971), joueur portoricain de basket-ball
- Ángelo Rodríguez (en) (né en 1989), joueur colombien de football
- Ángelo Roso Neto (en) (né en 1960), rameur olympique brésilien
- Ángelo Sagal (né en 1993), joueur chilien de football